# Al Rajhi Tower
O Al Rajhi Tower em Riyadh, Arábia Saudita é uma torre de 480 milhões de dólares anunciada em 13 de maio de 2006, se tornando a mais alta da Arábia Saudita. Com um design em forma de um barco a vela, a torre vêm sendo desenhada pelos arquitetos da companhia Atkins.
Apesar de altura ainda ser um segredo, Fahmy Roauf, engenheiro do departamento executive Al Rajhi Bank’s da investidora estatal do reino confirma que a torre deve ser  “A maior torre da Arábia Saudita” e será construída em Riyadh.  “A torre será construída ao lado da residência da família Al Rajhie será usada com propósitos comerciais, ele diz.  A família, considerada por muitos na Arábia Saudita, como a mais rica (excetuando a família real),está entre os maiores praticantes da filantropia no mundo.
Também há planos aprovados para a construção de uma nova torre que sera sede do Al Rajhi Bank’s localizado em Riyadh, os desenhos deve ficar a cargo de Skidmore, Owings, & Merrill, os arquitetos por trás do Burj Dubai.
O atual edifício mais alto da Arábia Saudita é o Kingdom Centre com 302 m em Riyadh.
O topo da torre será similar ao Burj Al Arab em Dubai com um heliponto semelhante e áreas de observação que se sobressaem das laterais do edifício.